# The Reality War
"The Reality War" é o oitavo e último episódio da 15.ª temporada da série de ficção científica britânica Doctor Who, lançado originalmente através do BBC iPlayer e Disney+ em 31 de maio de 2025. Foi escrito pelo showrunner da série, Russell T Davies, e dirigido por Alex Sanjiv Pillai. É a segunda parte de uma história dividida em duas partes que formam o season finale da temporada, que foi iniciado com o episódio anterior, "Wish World", transmitido uma semana antes.
No episódio, o alienígena viajante do tempo conhecido como o Doutor (Ncuti Gatwa) e seus aliados se unem para combater a ameaça da Rani (Archie Panjabi), que visa trazer Omega (voz de Nicholas Briggs), o primeiro Senhor do Tempo, de volta ao universo para recriar o planeta natal deles, Gallifrey, sob seu domínio. O Doutor visa detê-la, e ao mesmo tempo, preservar a vida de Poppy, uma criança que ele teve com sua acompanhante de viagens Belinda Chandra (Varada Sethu) em uma realidade alterada, que seria apagada da existência se os planos da Rani forem interrompidos. Esta foi a última aparição regular de Gatwa como o Doutor, Sethu como Belinda e de Millie Gibson como Ruby Sunday. Jodie Whittaker reprisa seu papel como a Décima terceira Doutora, enquanto o final da história reintroduz Billie Piper, que anteriormente interpretou Rose Tyler, à série.
Além de sua exibição no streaming e na BBC One, "The Reality War" também teve um lançamento limitado nos cinemas, juntamente com "Wish World". Foi visto por 3,44 milhões de espectadores durante sua noite de estreia, tornando-se o segundo programa mais assistido do dia. Recebeu críticas mistas dos avaliadores, que criticaram a forma como a personagem de Belinda foi interpretada, o uso da Rani e de Omega como antagonistas e a trama geral. A participação especial de Whittaker, no entanto, recebeu alguns elogios.

## Enredo
Enquanto a Terra entra em colapso, o Doutor é resgatado por Anita Benn, que o leva ao Hotel Tempo. Ele descobre que a Rani colocou a Terra, a pedido de Conrad Clark, em um loop temporal, reiniciando-o sempre que a realidade entra em colapso. O Doutor e Anita usam as portas do Hotel Tempo para restaurar as memórias de sua acompanhante Belinda Chandra e de todos no quartel-general da UNIT, enquanto Ruby Sunday e outros agentes da organização têm suas memórias restauradas por meio de implantes de chips.
Rani e a Sra. Flood confrontam o Doutor, revelando seu plano de trazer Omega ao universo e usá-lo como um banco de genes para criar uma nova raça de Senhores do Tempo sob seu domínio. O Doutor decide impedir isso e faz Belinda levar Poppy, sua filha criada nessa realidade alterada, para uma câmara especial para evitar que ela seja apagada quando a realidade for restaurada ao normal. Ele se infiltra no palácio da Rani enquanto Omega é trazido à existência, que declara que pretende consumir tudo e devora a Rani. A Sra. Flood foge enquanto o Doutor força Omega de volta para sua prisão usando o Vindicador. Ruby invade o palácio para roubar o controle de Desiderium, o deus bebê usado para alimentar o desejo de Conrad. Ela deseja que Conrad seja feliz em uma nova vida e que seu desejo seja desfeito. O Doutor se junta a ela na TARDIS e faz um desejo para que Desiderium não realize mais desejos.
A realidade é restaurada ao normal, embora com pequenas diferenças. O agora humano Desiderium é entregue à família de Ruby, e Anita parte para o Hotel Tempo, revelando ao Doutor que "o Chefe" lhe envia saudações. O Doutor e Belinda se preparam para partir com Poppy, mas ela é apagada da existência, com apenas Ruby se lembrando dela. Ela convence o Doutor de que o apagamento de Poppy foi um erro, lembrando-o de como ele a salvou quando era um bebê também. Em um esforço para restaurar a criança, o Doutor parte na TARDIS onde, brevemente auxiliado por sua décima terceira encarnação, inicia uma regeneração para que sua energia possa ser usada em conjunto com o vórtice temporal da máquina para alterar ligeiramente a linha do tempo. A mudança traz Poppy de volta, que existe como a filha de Belinda, mas não dele. Após se despedir, ele parte para sua próxima regeneração, aparentando assumir uma nova forma, semelhante à de sua antiga acompanhante, Rose Tyler.

## Produção

### Desenvolvimento
O showrunner da série, Russell T Davies, afirmou que a história encerra vários fios narrativos que vinham sendo desenvolvidos ao longo de sua era, desde o episódio de 2023 "The Church on Ruby Road". Ele também revelou que há muito tempo tinha a ideia de o Doutor cair para a morte de uma varanda, e que a criação do Hotel Tempo por Steven Moffat no episódio "Joy to the World" lhe proporcionou uma solução para esse conceito. A leitura do roteiro do episódio foi dedicada a Kate O'Mara, que interpretou a encarnação original da Rani.

### Elenco
O episódio marca a despedida de Ncuti Gatwa, Millie Gibson e Varada Sethu de seus papéis. Gatwa atribuiu sua saída a problemas nos joelhos. Archie Panjabi e Anita Dobson interpretam diferentes encarnações da Rani no episódio, enquanto Jonah Hauer-King, Ruth Madeley, Michelle Greenidge, Sienna-Robyn Mavanga-Phipps, Jemma Redgrave, Susan Twist, Alexander Devrient, Bonnie Langford e Angela Wynter reprisam seus papéis do episódio anterior. Aidan Cook também aparece como o Vlinx, Yasmin Finney retorna como Rose Noble, e Steph de Whalley reaparece como Anita Benn. A voz de Omega é interpretada por Nicholas Briggs, com sua aparência física criada por computação gráfica.
Jodie Whittaker reprisa seu papel como a Décima terceira Doutora, marcando sua primeira aparição desde "The Power of the Doctor" (2022). Seu nome foi disfarçado como "Petrol" nas folhas de chamada para manter sua participação em segredo, enquanto o Doutor de Gatwa foi listado como "Clive" em sua cópia do roteiro. Whittaker comentou que foi especial participar de um episódio de regeneração ao lado de outro intérprete, já que suas cenas de regeneração anteriores foram gravadas separadamente de Peter Capaldi e David Tennant. Ela usou uma peruca, pois agora seu cabelo era longo e castanho, diferente do estilo loiro curto de sua personagem.
Billie Piper também retorna a Doctor Who quando o Décimo quinto Doutor se regenera em uma personagem interpretada por ela no final do episódio, após sua última aparição no especial de 50 anos da série, "The Day of the Doctor" (2013). Embora seu papel oficial não tenha sido revelado — os créditos finais indicam apenas "introduzindo Billie Piper" —, algumas fontes especulam que ela interpreta a Décima sexta Doutora.

### Filmagens e pós-produção
"The Reality War" foi dirigido por Alex Sanjiv Pillai. As sequências de ação de Gatwa em um transportador pessoal foram filmadas em frente a uma tela verde. Uma cena em que Anita abre uma porta e vê o Terceiro Doutor com os Daleks foi originalmente planejada com imagens de arquivo do serial Day of the Daleks (1973), mas Pillai teve a ideia de usar um Dalek prático no set "para unir tudo". A cena com Omega exigiu filmagens em plano mais aberto para acomodar o tamanho do personagem, com Archie Panjabi suspensa por cabos para que Omega pudesse levantá-la.
A pós-produção do episódio ainda não estava concluída em abril de 2025. Russell T Davies atribuiu esse atraso à grande quantidade de efeitos visuais presentes. O compositor Murray Gold desenvolveu apendicite, o que causou mais atrasos. Davies esperava ter a edição final aprovada até 17 de abril. Cenas de episódios anteriores da série foram levemente reeditadas para mostrar versões alternativas dos eventos sob diferentes perspectivas dos personagens.

## Transmissão e recepção

### Transmissão
| Críticas profissionais:       | Críticas profissionais: |
| Pontuações agregadas          | Pontuações agregadas    |
| Fonte                         | Avaliação               |
| ----------------------------- | ----------------------- |
| Rotten Tomatoes (Tomatometer) | 60%                     |
| Avaliações da crítica         |                         |
| Fonte                         | Avaliação               |
| The A.V. Club                 | B-                      |
| Bleeding Cool                 | 8/10                    |
| The Daily Telegraph           | [ 20 ]                  |
| GamesRadar+                   | [ 21 ]                  |
| i                             | [ 22 ]                  |
| IGN                           | 4/10                    |
| Vulture                       | [ 24 ]                  |

Nenhuma exibição antecipada para a imprensa foi realizada, a fim de manter os momentos finais do episódio em sigilo. "The Reality War" foi lançado simultaneamente às 18h50 (BST) no BBC iPlayer no Reino Unido e no Disney+ no resto do mundo em 31 de maio de 2025. Com 70 minutos de duração, é o episódio mais longo da 15.ª temporada.  O episódio, junto com a primeira parte da história, "Wish World", também teve um lançamento limitado simultâneo nos cinemas do Reino Unido e da Irlanda.

### Audiência
O episódio foi visto por 2,2 milhões de pessoas durante a noite de estreia, sendo o segundo programa mais assistido do dia. Esse número subiu para 3,44 milhões de pessoas nas medições consolidadas de audiência.

### Recepção crítica
No site agregador de críticas Rotten Tomatoes, 60% das 10 resenhas dos críticos são positivas. Will Salmon, escrevendo para o GamesRadar+, elogiou a ambição do episódio, a participação especial de Jodie Whittaker e a carga emocional de algumas cenas, especialmente a despedida tocante do Doutor de Ncuti Gatwa. No entanto, criticou o desenvolvimento do arco de Belinda e considerou as aparições de Omega e da Rani pouco impactantes. Stefan Mohamed, do Den of Geek, também criticou a marginalização de Belinda, afirmando que ela praticamente deixa de existir na narrativa, e considerou suas contribuições desperdiçadas, apesar de reconhecer surpresas como a regeneração inesperada de Gatwa. Robert Anderson, da IGN, achou o episódio sobrecarregado, com tramas apressadas e vilões sem presença marcante, além de desaprovar o encerramento do arco de Belinda, embora tenha destacado positivamente a breve aparição de Whittaker. Já Michael Hogan, do The Daily Telegraph, criticou a narrativa confusa com personagens demais e considerou a trama de Poppy desinteressante, mas elogiou a atuação de Archie Panjabi como a Rani.